# Nyetnops
Nyetnops is een geslacht van spinnen uit de familie Caponiidae.

## Soorten
De volgende soorten zijn bij het geslacht ingedeeld:
- Nyetnops guarani Platnick & Lise, 2007